# Zawodzie (Kotowa Wola)
Zawodzie – część wsi Kotowa Wola położona w Polsce,  w województwie podkarpackim, w powiecie stalowowolskim, w gminie Zaleszany.
W latach 1975–1998 Zawodzie należało administracyjnie do województwa tarnobrzeskiego.